# Wasserzwerg
Der Wasserzwerg (Plea minutissima, Syn.: P. leachi, P. atomaria) ist eine Wanze (Heteroptera) und gehört zur Familie der Zwergrückenschwimmer (Pleidae) innerhalb der Teilordnung der Wasserwanzen (Nepomorpha). In Europa ist er die einzige Art der Gattung Plea. Der Gattungsname leitet sich vom griechischen pleo = schiffe oder segle ab und nimmt auf die große Schwimmfähigkeit des Tieres Bezug. Wasserzwerge leben ausschließlich aquatisch und schwimmen überwiegend in Rückenlage.

## Verbreitung und Lebensraum
Der Wasserzwerg kommt in ganz Europa mit Ausnahme des hohen Nordens vor. Ferner ist die Wanzenart im Mittelmeerraum einschließlich Nordafrika und dem Nahen Osten, in Zentralasien und Westsibirien beheimatet. Die Wanzen leben in stark verkrauteten, stehenden und langsam fließenden Gewässern verschiedener Art. Sie klettern meist zwischen Wasserpflanzen und sogar unter Wasserlinsendecken umher und sind stellenweise sehr häufig.

## Beschreibung
Wasserzwerge sind sehr kleine etwa zwei bis drei Millimeter große, gesellig lebende Wanzen mit auffällig hoch aufgewölbtem Rücken. Dieser ist bei jungen Larven noch abgeflacht. Die Vorderflügeldecken (Hemielytren) zeigen den für Wanzen charakteristischen Aufbau. Die Hinterflügel sind bei den meisten Individuen reduziert. Diese sind nicht flugfähig. Die Wanzen verfügen über große Facettenaugen, die Punktaugen (Ocelli) sind reduziert. Ihre dreigliedrigen Fühler sind wie bei allen Wasserwanzen kürzer als ihr Kopf. Das Schildchen (Scutellum) ist klein und dreieckig. Ihre Vorderbeine sind nicht zu Fangbeinen ausgebildet. Die Beine sind nicht wie typische Schwimmbeine gestaltet, dennoch sind die Tiere gewandte Schwimmer und Räuber. Alle Tarsen sind dreigliedrig. Zwischen Vorder- und Mittelbrust besitzen beide Geschlechter Laut- und Gehörorgane.

## Atmung
Der Körper der Zwergrückenschwimmer ist wie bei den Rückenschwimmern (Notonectidae), Ruderwanzen (Corixidae) und Schwimmwanzen (Naucoridae) von einem Luftfilm (Plastron) bedeckt, der auf dem Rücken von den Flügeln und auf der Unterseite von wasserabweisenden (hydrophoben) Härchen gehalten wird. Durch Totalreflexion an der Grenzfläche zwischen Luft und Wasser erscheint die Unterseite silbrig glänzend. Dieser Luftvorrat dient zur Atmung und liefert zusätzlich nach dem Prinzip der physikalischen Kieme Sauerstoff. Ein Großteil des Luftvorrates wird bei den Wasserzwergen an der Bauchseite mittels feiner Härchen festgehalten. Größere Zapfen an jedem Bauchsegment erweitern die Luftschicht beträchtlich, so dass diese Tiere nur in Rückenlage ein stabiles Gleichgewicht finden.

## Ernährung
Wasserzwerge sind Räuber. Sie erbeuten Stechmückenlarven, Muschelkrebse, Wasserflöhe und andere kleine Wasserarthropoden, die sie mit raschen Bewegungen ergreifen und schwebend im Wasser mit Hilfe ihres Saugrüssels aussaugen.

## Fortpflanzung und Entwicklung
Die als ausgewachsene Tiere (Imagines) in Schlamm und unter Steinen überwinternden Wanzen erscheinen im Frühjahr ab etwa April im freien Wasser. Bald danach beginnt die Paarungszeit. Bei der Begattung umklammert das schmalere Männchen das Weibchen zunächst vom Rücken her, nimmt dann aber von der Seite die Kopulation vor. Nach zwei bis drei Stunden lösen sich die Tiere. Die Weibchen legen ihre Eier durch Einbohren mit dem Legestachel (Ovipositor) in die Blätter von Wasserpflanzen ab. Nach drei bis vier Wochen ist die embryonale Entwicklung beendet und die Larven schlüpfen aus den Eiern. Wie alle Wanzen sind auch die Wasserzwerge hemimetabol, jedoch durchlaufen die Larven sechs statt fünf, durch Häutungen getrennte Larvenstadien, bevor das Vollinsekt schlüpft.

## Lauterzeugung
Zwischen der vorderen und mittleren Brustseite beider Geschlechter befinden sich die Stridulationsorgane. An der Mittelbrust befindet sich eine Reibleiste. Diese wetzt durch nickende Bewegungen an den scharfkantigen Vorsprüngen der Vorderbrust. Die so erzeugten Laute sollen von Menschen nur hörbar sein, wenn mindestens sieben Tiere „singen“. Ebenso ist in beiden Geschlechtern ein Gehörorgan (Tympanum) entwickelt. Es befindet sich am Vorderrand des Mittelbruststückes. Das Trommelfell ist in einen chitinisierten Rahmen eingespannt und steht in Verbindung mit einem Nerv. In diesem Nerv ist ein Stift eingelagert, der bei Schwingungen der Trommelfellmembran erregt wird. Die Laute dienen vermutlich der Schwarmbildung vor allem in der Fortpflanzungszeit.